# Max Winterhalter
Max Winterhalter (* 21. oder 27. Juli 1902 in Mannheim; † 15. September 1942 in Stuttgart) war ein deutscher kommunistischer Widerstandskämpfer gegen den Nationalsozialismus.

## Leben
Nach dem Abschluss seiner Schulausbildung wurde Winterhalter Fabrikarbeiter. In den 1920er Jahren trat er in die Kommunistische Partei Deutschlands (KPD) ein und kämpfte gegen den aufkommenden Nationalsozialismus. Winterhalter wurde noch vor dem Beginn des Zweiten Weltkrieges ein Mitglied der Lechleiter-Widerstandsgruppe in Mannheim. Georg Lechleiter, bereits seit der Machtergreifung der NSDAP ein politisch verfolgter Kommunist, hatte mit anderen Kommunisten, Sozialdemokraten und parteilosen Arbeitern ein Netz geknüpft, das zu einer Widerstandsorganisation wurde. Ziel war es, durch Flugblätter und Schriften besonders in den Großbetrieben zum Widerstand gegen das Regime aufzurufen. Besonders die illegale Zeitung „Der Vorbote“ wurde im Zusammenwirken zahlreicher Beteiligter unter strikter Geheimhaltung hergestellt und verteilt. Winterhalters Aufgabe war es, die für den Druck benötigten Materialien zu beschaffen, die er in verschiedenen Städten einkaufte, um keinen Verdacht zu erregen. In einer Kette verschiedener anderer Beteiligter wurden dann die Matrizen beschriftet, der Druck der Seiten vorgenommen, die Seiten zu Heften verbunden und dann zu den verschiedenen Verteilern gebracht, die sie dann wiederum verdeckt weitergaben an Bekannte, die vertrauenswürdig waren.
Die Gestapo deckte diese Widerstandstätigkeit auf und nahm Massenverhaftungen vor, zu den Verhafteten gehörte auch Winterhalter. Gegen 19 der Verhafteten sprach der Volksgerichtshof Todesurteile aus, auch gegen Max Winterhalter. Am 15. September 1942 wurde auch er im Stuttgarter Landgericht mit dem Fallbeil hingerichtet.

## Erinnerung
In Mannheim wurde eine Straße im Stadtteil Schönau in Max-Winterhalter-Ring benannt.